# Polytremis annama
Polytremis annama är en fjärilsart som beskrevs av Evans 1937. Polytremis annama ingår i släktet Polytremis och familjen tjockhuvuden. Inga underarter finns listade i Catalogue of Life.